# 召喚獣
召喚獣（しょうかんじゅう）とは、何らかの要因において、他の場所から召喚される生物の総称。実在の生物に限らず、空想上や伝説上の生物（幻獣）、時にはヒトや神をも含む場合がある。
本来の召喚魔術とは術者よりも高位の存在を呼び寄せる術を表すため、召喚対象を「獣」扱いする例は、伝統的な文脈においては通常用いられず、近代以降に創作された漫画やアニメ、ライトノベル、ゲームなどで見かけられる用語である。ロールプレイングゲームなどにおいて、魔法によって呼び出される描写が多い。